# Kwanda Mngonyama
Kwandakwensizwa Ishmael Mngonyama (sinh ngày 25 tháng 9 năm 1993) là một hậu vệ bóng đá người Nam Phi thi đấu cho Cape Town City.
Anh có khả năng thi đấu hết ở hàng hậu vệ mặc dù chủ yếu chơi ở trung vệ và hậu vệ phải ở đội tuyển quốc gia.

## Danh hiệu
Bidvest Wits F.C.
Á quân
- Cúp Nedbank: 2013–14